# 旧小寺家厩舍
旧小寺家厩舍（きゅうこでらけきゅうしゃ）是日本兵庫県神户市中央区相乐园内的一座西洋建築，由建築家河合浩蔵設計，于1910年竣工。1970年指定为重要文化財。

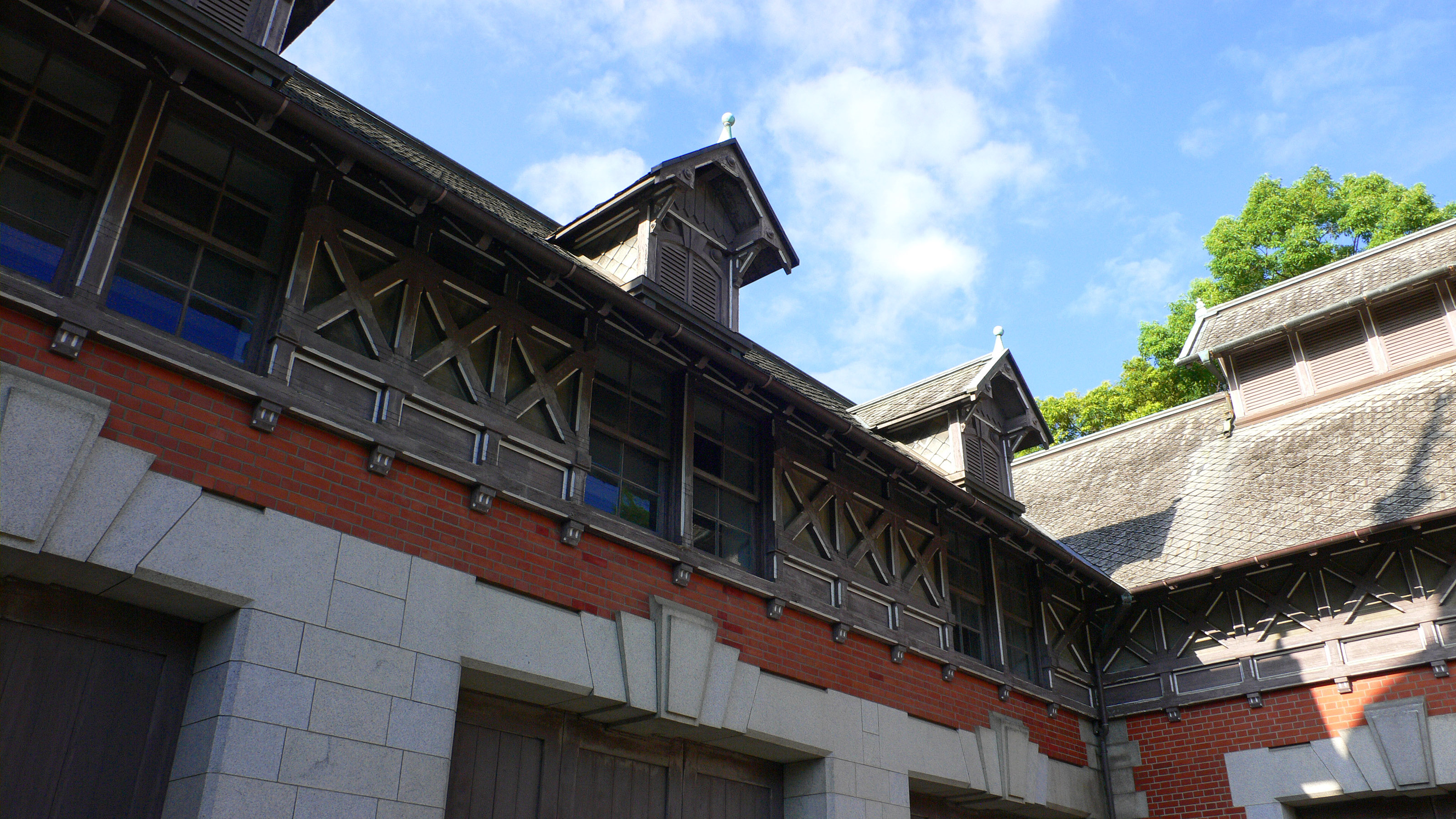
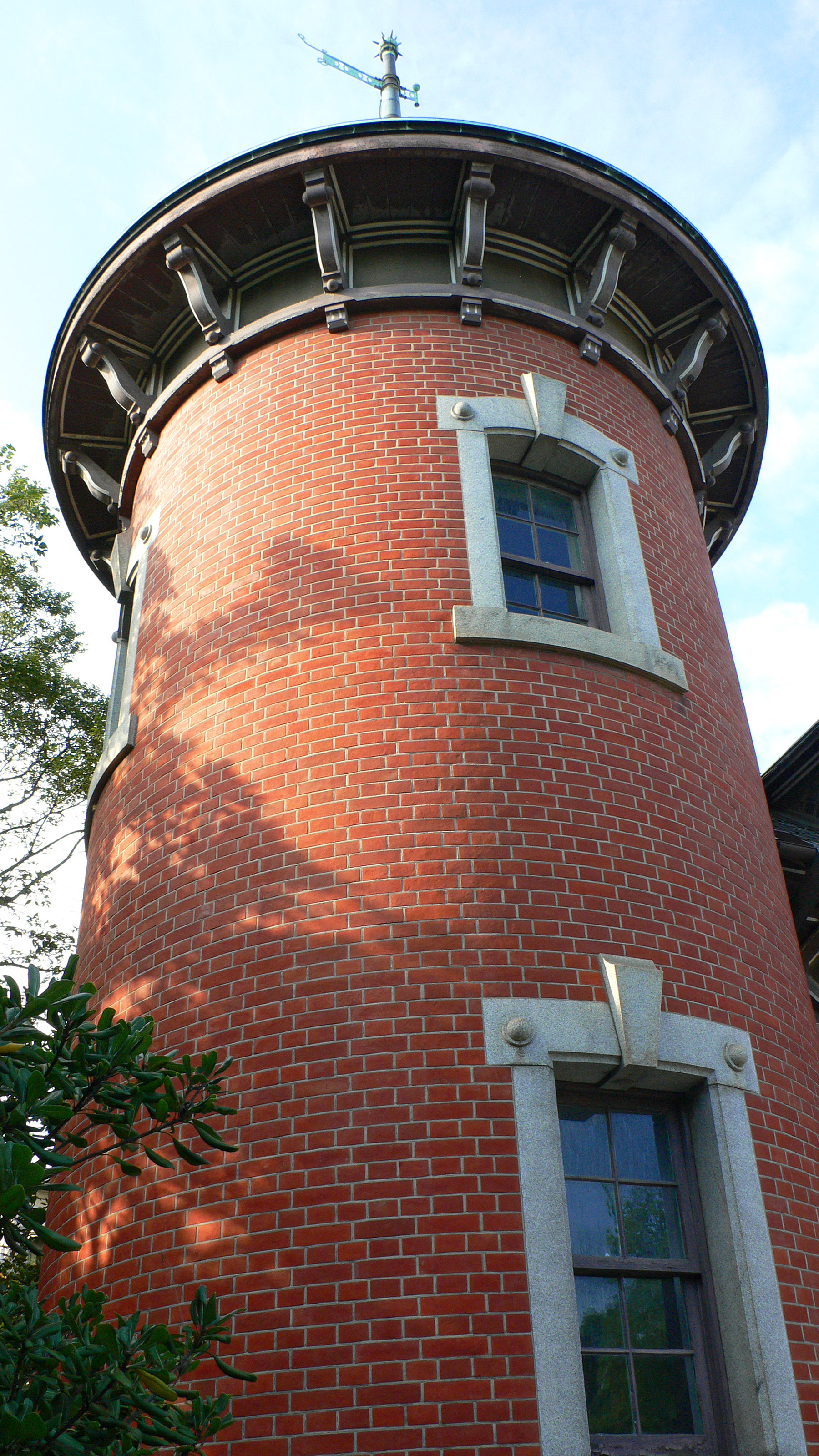
圆塔
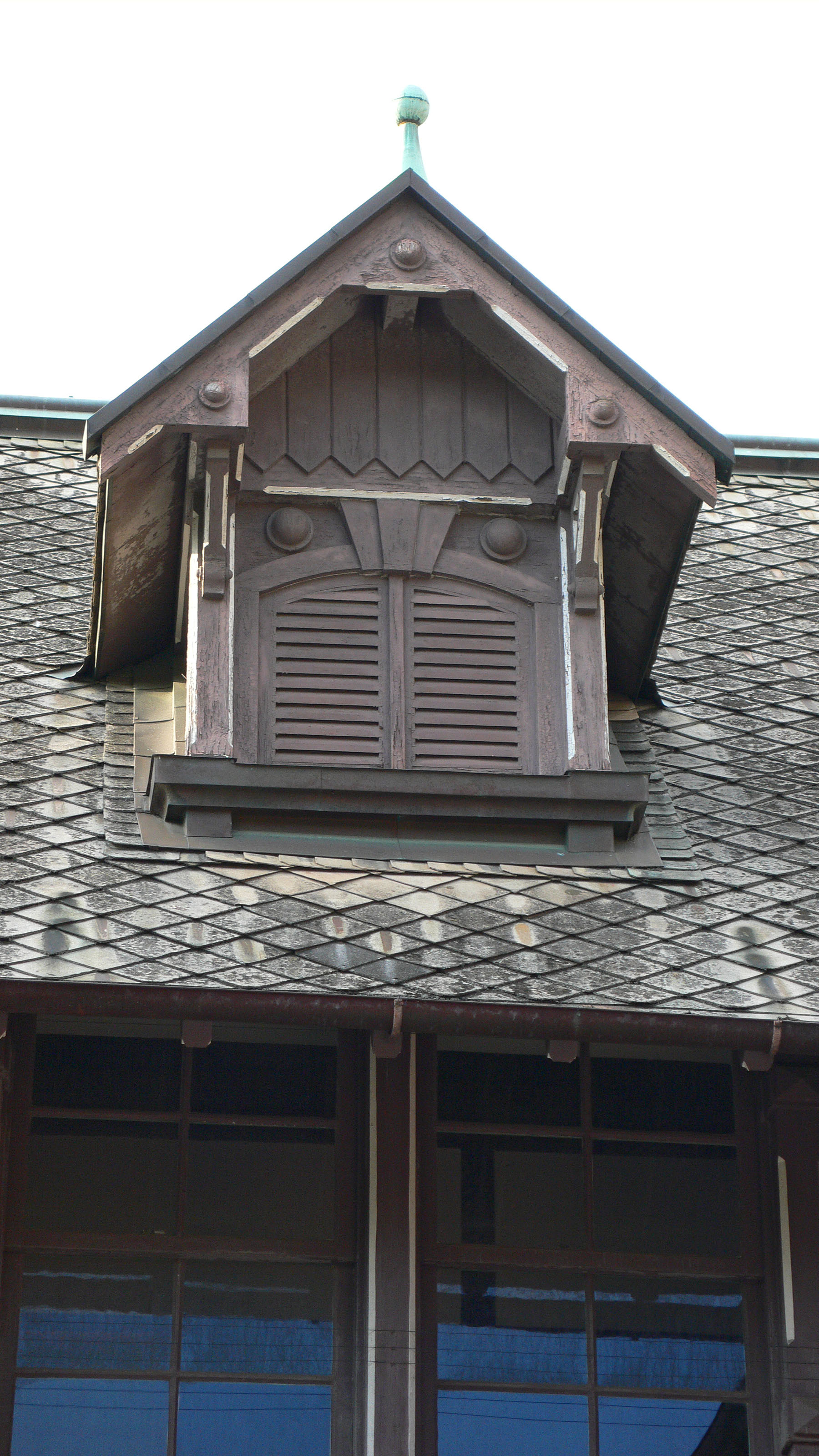
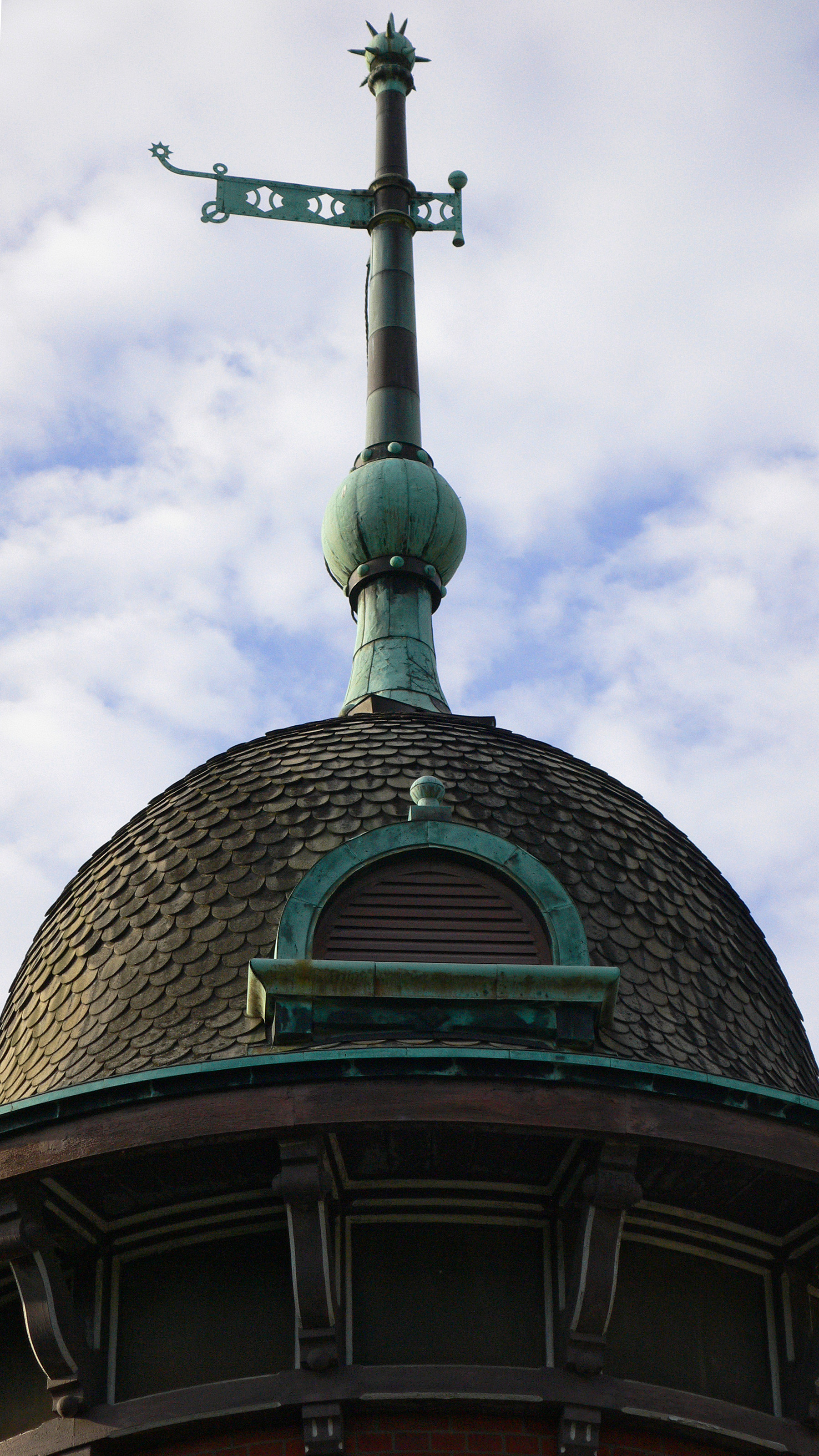